# Guiche
Guiche é uma comuna francesa na região administrativa da Nova Aquitânia, no departamento dos Pirenéus Atlânticos. Estende-se por uma área de 24,81 km². Em 2010 a comuna tinha 1 012 habitantes (densidade: 40,8 hab./km²).